# Escriptura mixta
L'escriptura mixta és un tipus d'escriptura que combina dos (o més) dels tipus fonamentals.
L'escriptura mixta més coneguda és la d'abans del segle IX, visigòtica-carolina, que combina signes que representen sons i signes que representen síl·labes.
Un altre exemple és l'escriptura semicursiva, ja que està entre la posada i la cursiva.